# Койдти (водохранилище)
Койдти (валл. Llyn Coedty) — водохранилище на севере Уэльса, в Сноудонии, на территории о́круга Конуи. Его питают воды реки Авон-Порт-Ллуид (валл. Afon Porth-llwyd), которая течёт с озера Ллин-Эйгиай (валл. Llyn Eigiau). Водохранилище лежит на высоте 274 метра и покрывает территорию в 0,49 км². В водохранилище водится рыба кумжа.
С 1908 по 1911 год в 2,5 милях вверх по течению и к западу от нынешней дамбы, на озере Ллин-Эйгиай была возведена другая, 10,7 метров высотой и 992 метра в ширину. Она предназначалась для снабжения электричеством поселения Долгаррог (валл. Dolgarrog), плавления алюминиевой руды и прокатки металла. В 1924 году в Долгарроге была построена гидроэлектростанция, а с ней и дамба Койдти. Её размеры составляли 11 метров в высоту и 262 метра в длину. Вода из водохранилища переносилась вниз к гидроэлектростанции с помощью большого металлического трубопровода. 2 ноября 1925 года дамбу Эйгиай прорвало из-за недостатков конструкции — её основание было недостаточно заглублено, и поток воды пробил под дамбой канал 21 метр в ширину и 3 метра в глубину. Мощность потока составила более 1,4 миллиона кубических литров в час. Напор воды разрушил водосброс дамбы Койдти и её саму. В результате наводнения в Долгарроге погибло 16 человек.
Дамба была восстановлена в 1926 году и изменена опять в 1956 году. В 2013 году проводились работы по замене 1200 метров старого водопровода на новый, который укладывался под землю. При помощи водохранилища вырабатывается до 15 мегаватт электричества, чего достаточно для обеспечения нужд около 5 тысяч жилых домов.
Из-за внезапных выбросов воды из водохранилища гулять в ущелье ниже дамбы небезопасно.